# アーデント級戦列艦
アーデント級戦列艦(Ardent class ships of the line)はトーマス・スレード設計のイギリス海軍の64門3等戦列艦。

## 設計
スレードはフランスから捕獲したフーグーを参考にアーデント級を設計した。

## 同型艦
| 艦名                   | 造船所     | 発注           | 進水           | その後     |
| ---------------------- | ---------- | -------------- | -------------- | ---------- |
| アーデント             | ブレード   | 1761年12月16日 | 1764年8月13日  | 1784年売却 |
| レゾナブル             | チャタム   | 1763年1月11日  | 1768年12月10日 | 1815年解体 |
| アガメムノン           | アダムズ   | 1777年4月8日   | 1781年4月10日  | 1809年難破 |
| ベリクー               | ペリー     | 1778年2月19日  | 1780年6月5日   | 1816年解体 |
| ステートリー           | レイモンド | 1778年12月10日 | 1784年12月27日 | 1814年解体 |
| インディファティガブル | アダムズ   | 1780年8月3日   | 1784年7月      | 1816年解体 |
| ナッソー               | ヒルハウス | 1782年11月14日 | 1785年9月28日  | 1799年難破 |